# غريس إس. ريتشموند
غريس إس. ريتشموند (بالإنجليزية: Grace S. Richmond)‏ (1866 - 1959)؛ روائية أمريكية.